# Bryan Morales
Bryan Alejandro Morales Carrillo (Guápiles, Pococí, 4 de julio de 1993), mejor conocido como Bryan Morales, es un futbolista costarricense que juega de portero en el Santos de Guápiles de la Primera División de Costa Rica.

## Clubes
| Club                           | País       | Año                |
| ------------------------------ | ---------- | ------------------ |
| Santos de Guápiles             | Costa Rica | 2012 - 2016        |
| CD Barrio México               | Costa Rica | 2016 - 2017        |
| Santos de Guápiles             | Costa Rica | 2017 - 2019        |
| C.S. Herediano                 | Costa Rica | 2019               |
| La U Universitarios (préstamo) | Costa Rica | 2019               |
| Pérez Zeledón (préstamo)       | Costa Rica | 2020 - actualmente |